# دون غيلبرت
دون غيلبرت (بالإنجليزية: Don Gilbert)‏ هو لاعب كرة قدم أمريكية ولاعب كرة القدم الكندية أمريكي، ولد في 6 أكتوبر 1943 في بوفالو في الولايات المتحدة.